# Feira do Livro de Porto Alegre

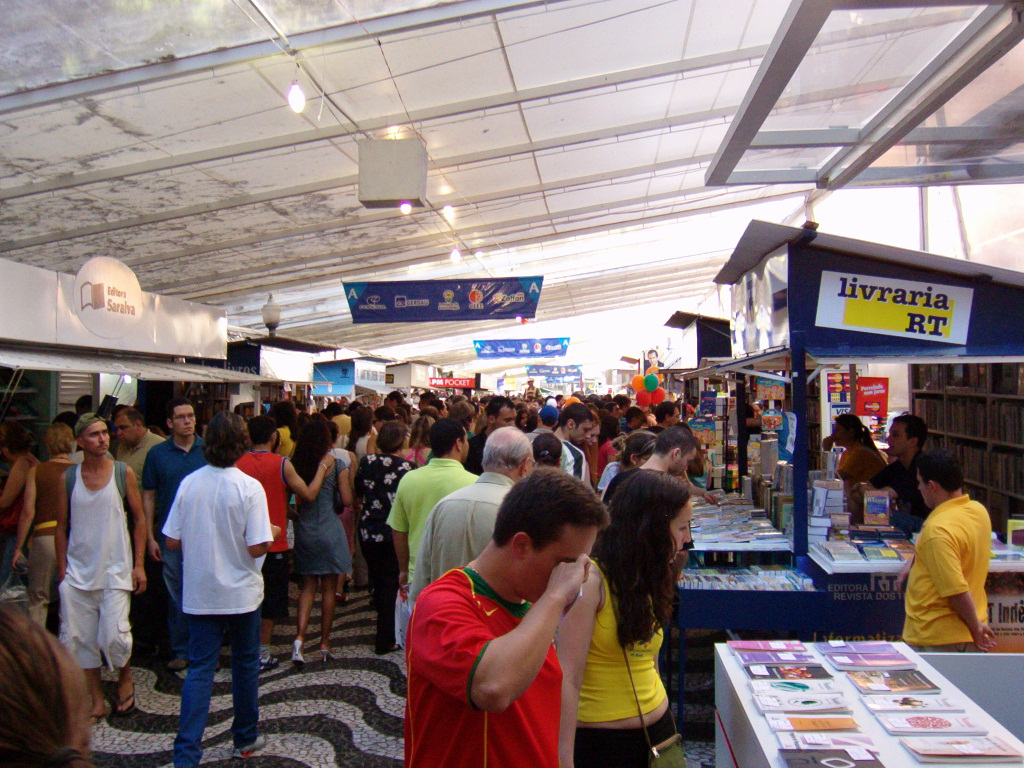
Feira do Livro de Porto Alegre

A Feira do Livro de Porto Alegre é um dos maiores eventos culturais do sul do Brasil. Ela acontece tradicionalmente entre o final do mês de outubro e o meio de novembro em Porto Alegre, capital do Rio Grande do Sul. Em 2010 a Feira foi declarada Patrimônio Imaterial de Porto Alegre.

## Histórico
A Feira do Livro de Porto Alegre é uma das mais antigas do País. Sua primeira edição ocorreu em 1955 e seu idealizador foi o jornalista Say Marques, diretor-secretário do Diário de Notícias. Inspirado por uma feira que visitara na Cinelândia no Rio de Janeiro, Marques convenceu livreiros e editores da cidade a participarem do evento.
A Praça da Alfândega era um local muito movimentado na Porto Alegre dos anos 50 e de 400 mil habitantes. A primeira edição, que começou no dia 16 de novembro de 1955, contava com 14 expositores, sendo as bancas criadas pelos carpinteiros da Livraria e Editora Globo.
O objetivo era popularizar o livro, movimentando o mercado e oferecendo descontos atrativos. Na época, as livrarias eram consideradas elitistas. Por esse motivo, o lema dos fundadores da primeira Feira do Livro foi: Se o povo não vem à livraria, vamos levar a livraria ao povo.
Na segunda edição do evento, iniciaram as sessões de autógrafos. Na terceira, passaram a ser vendidas coleções pelo sistema de crediário. Nos anos 70, a Feira assumiu o status de evento popular, com o início da programação cultural. A partir de 1980, foi admitida a venda de livros usados.
Foi nos anos 90 que a Feira ampliou-se, obrigando aos seus visitantes algumas voltas a mais, com um número maior de barracas e usos de novos espaços, incorporando a suas atividades encontros com autores, além dos tradicionais autógrafos. Em 94, algumas alamedas ganham coberturas, pois é histórica a relação da Feira com a chuva. No ano seguinte, 95, passa por uma processo de profissionalização, buscando o apoio decisivo das Leis de incentivo à Cultura e, também, criando um espaço para os novos leitores, crianças, jovens e adultos em fase de alfabetização. A Feira acompanha a transformação e internacionalização da cidade de Porto Alegre, que passa a receber grandes festivais e exposições (como o Porto Alegre em Cena e a Bienal do Mercosul).
No inicio dos anos 2000, a partir de conquistas na área do patrimônio e criação de novos centros culturais no entorno da Praça da Alfândega (como o Santander Cultural, o Centro Cultural CEEE Erico Verissimo, além dos já existentes Margs e Memorial do RS), a programação cultural da Feira do Livro cresce em número de autores participantes e público visitante.
Em 2010 a Feira do Livro foi tombada pela Prefeitura como Patrimônio Imaterial da cidade.

## Patronos
A tradição de eleger um patrono para a Feira do Livro começou em sua 11ª Edição, que ocorreu no ano de 1965. A seleção do Patrono da Feira do Livro tem duas fases. Na primeira fase, cada associado da Câmara Rio-Grandense do Livro sugere uma lista de cinco nomes. Na segunda fase, as cinco pessoas que tiveram o maior número de nomeações são submetidas a um segundo pleito em que participam, novamente, os associados da CRL e um grupo de representantes de diversos segmentos da cultura do estado. O mais votado por este colegiado é o Patrono da Feira; em caso de empate, o de maior idade será escolhido.

## 2006
A 52ª Feira do Livro de Porto Alegre ocorreu entre os dias 27 de outubro a 12 de novembro. A 52ª Feira teve 154 expositores, espalhados pela Praça da Alfândega, Santander Cultural, Memorial do Rio Grande do Sul, Casa de Cultura Mário Quintana e Centro Cultural CEEE Erico Verissimo.

### Patrono
O patrono da 52ª Feira do Livro de Porto Alegre foi o escritor pelotense Alcy Cheuiche que escreve sobre a vida no campo e as tradições gauchescas.

### País homenageado
O país homenageado foi o Japão, já que se comemoraram os 50 anos da imigração japonesa para o Rio Grande do Sul.

## 2007
A 53ª Feira do Livro de Porto Alegre ocorre  os dias 26 de outubro e 11 de novembro de 2007. Esta edição contém 171 expositores livreiros espalhados pela Praça da Alfândega, Memorial do Rio Grande do Sul, Casa de Cultura Mario Quintana, Santander Cultural, Centro Cultural CEEE Erico Verissimo e Cais do Porto.

### Patrono
O patrono da 53ª Feira do Livro de Porto Alegre é o escritor, colunista e ex-vice-governador do Rio Grande do Sul Antônio Carlos Hohlfeldt que escreve livros infanto-juvenis e livros de ensaios.

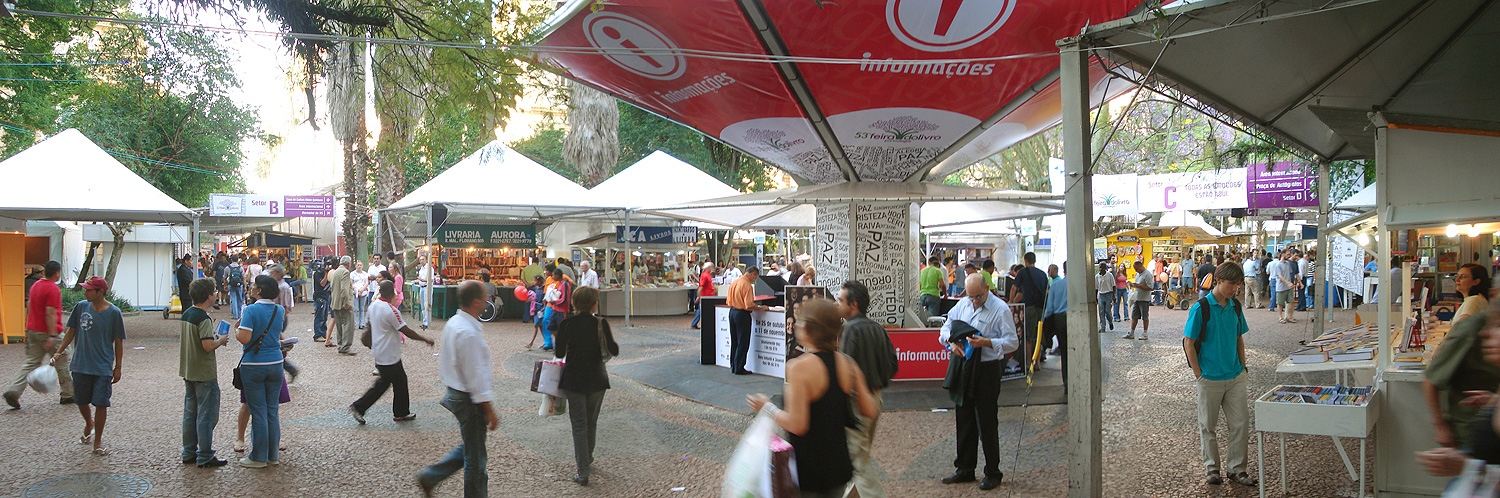
Feira do Livro de 2007

## 2008
A 54ª Feira do Livro de Porto Alegre ocorreu entre os dias 31 de outubro e 16 de novembro de 2008, realizada na Praça da Alfândega.

### Patrono
O Patrono da 54ª Feira do Livro de Porto Alegre foi Charles Kiefer.

## 2009
55ª Feira do Livro de Porto Alegre

### Homenageados
Um dos homenageados na 55ª edição foi o cartunista SamPaulo com atividades como exposição de alguns de seus trabalhos; depoimentos de Edgar Vasques, Santiago, Fraga e outros; e show "Memória Musical de SamPaulo", com o músico Silfarney Alves e o cantor Zé Carlos.

### Patrono
O Patrono da 55ª Feira do Livro de Porto Alegre foi Carlos Urbim.

## 2010
56ª Feira do Livro de Porto Alegre

### Patrono
O Patrono da 56ª Feira do Livro de Porto Alegre é Paixão Côrtes.

## Informações adicionais
Galvani, Walter. A Feira da Gente – Feira do Livro de Porto Alegre 50 Anos. Porto Alegre: Câmara Rio-Grandense do Livro, 2004. ISBN 8598891010